# Великий монстр Варан
«Великий монстр Варан» (яп. 大怪獣バラン, Giant Monster Varan) — японский черно-белый художественный научно-фантастический фильм, снятый режиссёром Исирой Хонда в 1958 году. Кинокартина из цикла фильмов о гигантских монстрах студии Toho. В фильме впервые на экране появляется гигантский монстр (кайдзю) Варан.
В американский кинопрокат фильм вышел 12 декабря 1962 года под названием «Varan the Unbelievable» и имел продолжительность 70 минут. В США кинопрокатчики существенно изменили сюжет фильма, перемонтировав японский фильм, из которого было удалено большинство оригинальных драматических сцен. Были сохранены сцены со спецэффектами и американским режиссёром Джерри Баервица досняты новые сцены по сценарию Сида Харриса. Эти новые эпизоды снимались в США с участием американских актёров.
Оригинальная японская версия фильма «Daikaijū Baran» была выпущена в США на DVD компанией Tokyo Shock в 2005 году.

## Сюжет
После того как редкий вид бабочки был найден в одной из долин в Японии, два энтомолога отправляются исследовать местность, надеясь обнаружить другие редкие виды насекомых. Однако, когда они попадают туда, они находят ещё неизведанное озеро и, наблюдая за насекомыми, погибают при невыясненных обстоятельствах. Репортёр по имени Юрико, сестра одного из учёных, решает поехать в эту долину, чтобы разыскать своего брата. Она отправляется туда вместе с Кендзи — другим энтомологом и репортёром Хоригути. Когда они добираются до деревни в долине, где учёных видели живыми в последний раз, то узнают от её жителей о легенде о гигантском монстре. Вскоре они узнают, что, на самом деле, это не легенда, и монстр, которого жители называют Варан, реально существует и наводит ужас на людей. Позднее гигантское чудовище покидает долину, где он прожил долгое время, и направляется в Токио с неизвестными целями.

## В ролях
| Актёр             | Роль                                |
| ----------------- | ----------------------------------- |
| Кодзо Номура      | Кэндзи Уозаки                       |
| Аюми Сонода       | Юрико Синдзё                        |
| Корэя Сэнда       | доктор Сугимото                     |
| Акихико Хирата    | доктор, эксперт по бомбам Фудзимура |
| Фуюки Мураками    | доктор, помощник Сагимото Умадзима  |
| Ёсио Цутия        | армейский офицер Кацумото           |
| Миносуке Ямада    | министр обороны                     |
| Хисая Ито         | брат Юрико Итиро                    |
| Ёсифуми Тадзима   | капитан                             |
| Надао Кирино      | Ютака Вада                          |
| Акира Сэра        | главный деревенский священник       |
| Акио Кусама       | армейский офицер Кусама             |
| Норико Хомма      | мама Кена                           |
| Акира Ямада       | Иссаку                              |
| Фуминдо Мацуо     | Хоригути                            |
| Сёдзи Убуката     | Накао                               |
| Току Ихара        | солдат с ракетной установкой        |
| Ёсикадзу Кавамата | Дзиро                               |
| Ясухиро Сигэнобу  | Санкити                             |
| Такаси Ито        | мальчик Кэн                         |
| Харуо Накадзима   | Варан                               |

## Прототип Варана
По сюжету фильма Варан — это дожившая до наших дней доисторическая рептилия невероятных размеров. Прообразом Варана стали реально существующие летающие ящерицы — «летучие драконы», чьи предки обитали и во времена динозавров. Но ни одна из вымерших и ныне живущих ящериц не достигает таких колоссальных размеров, как это показано в фильме.